# Slot Herdringen
Slot Herdingen is gelegen in het dorp Herdringen, gemeente Arnsberg in de deelstaat Noordrijn-Westfalen in Duitsland en is de zetel van het adellijk geslacht Fürstenberg.
Het huidige slot werd gebouwd in de jaren 1844-1853 door de architect Ernst Friedrich Zwirner.
In de jaren 60 was het slot de filmlocatie voor de twee boekverfilmingen van de schrijver Edgar Wallace: Der schwarze Abt en Der Fälscher von London. In 2008 is het kasteel voor het filmen van de ZDF-televisieserie Krupp – Eine deutsche Familie gebruikt.
Van 1968 tot 1998 was er in het slot een kostschool gehuisvest. Het kasteel is te huur voor feesten en evenementen.